# Uncukul'skij rajon
L'Uncukul'skij rajon (in russo Унцукульский район?) è un municipal'nyj rajon della Repubblica autonoma del Daghestan, in Caucaso.